# Ave Sangria
Ave Sangria ist eine brasilianische Rockband, die als eine der wichtigsten Vertreter der  psychedelischen Musikszene in Pernambuco der 1970er Jahre gilt.

## Geschichte
Der Bassist Almir de Oliveira und der Sänger Marco Polo, die später die Lieder der Band komponieren sollten, lernten sich schon 1968 kennen, spielten aber aufgrund längerer Aufenthalte vom Sänger Marco Polo in Rio de Janeiro und São Paulo bis 1972 nur unregelmäßig und in wechselnden Besetzungen miteinander. In diesen ersten Jahren trat die Gruppe unter dem Namen Tamarineira Village auf. Ende 1973 erhielten sie einen Plattenvertrag und änderten auf Druck des Labels ihren Namen zu Ave Sangria.
Die Aufnahmen für ihr Debütalbum fanden im Mai 1974 in Rio de Janeiro statt. Es wurde im Juni desselben Jahres veröffentlicht, allerdings bereits nach eineinhalb Monaten, im August 1974, von der damals herrschenden Militärdiktatur verboten. Grund hierfür war der Text des Liedes Seu Waldir, der von einer gleichgeschlechtlichen Liebe handelt.
Im Jahr 2014, zum 40. Jahrestages der Veröffentlichung ihres Debütalbums kam die Band ein weiteres Mal zusammen und spielte ein Konzert in Recife. Ursprünglich als einmaliges Ereignis geplant, folgten weitere Auftritte.
Am 26. April 2019 veröffentlichte die Band ihr zweites Album Vendavais.

## Diskografie

### Studioalben
- 1974: Ave Sangria
- 2019: Vendavais

### Livealben
- 2014: Perfumes e Baratchos

### Singles
- 1974: O Pirata
- 1975: Lá Fora